# Лис Никита
Лис Никита (укр. Лис Микита) — первый украинский многосерийный мультипликационный фильм, снятый по мотивам сатирической сказки-поэмы Ивана Франко о Лисе Миките.

## Сюжет
В сериале рассказывается о приключениях хитрого и умного Лиса Никиты. Про интересные выходки, которые он вытворяет над другими зверями и как выпутывается из всевозможных ситуаций.

## Эпизоды
Сериал складывается из 26 серий по 15 минут каждая:
1. Волк Несытый
2. Гектор Щенок
3. Петух
4. Медведь
5. Колода
6. Кот Мурлыка
7. Спижарня (Кладовая)
8. Трибунал
9. Приговор
10. Курятник
11. Бурмилов
12. Ирония судьбы
13. Волчья беда
14. Овечий патриот
15. Портняжка
16. Заяц
17. Письмо Царю
18. Козел Базилий
19. Кляча
20. Голос из неба
21. Пономарь
22. Мартышка Фрузя
23. Рыбалка
24. Колодец
25. Поединок
26. Канцлер его величества

## История создания
Поэма-сказка «Лис Никита» была впервые опубликована с иллюстрациями Теофила Копистинского в 1890 году. Произведение состояло из 12 песен с ярко выраженным сатирическим характером.
В 2003 году был начат пилотный проект создания мультсериала по мотивам этой сказки. Официальным заказчиком выступило общество Просвита, деньги на создание мультсериала — 10 миллионов гривен — были выделены в 2005 году по правительственной программе Министерством культуры.
Над созданием мультсериала работало 70 аниматоров, которые в сумме создали около 450 тысяч рисунков. При озвучивании текст Ивана Франко оставили практически без изменения, сохранив оригинальный бойковский диалект. В результате получилось 26 15-минутных серий.
Музыку для мультсериала написал композитор Мирослав Скорык. Кроме того, для озвучивания были использованы произведения других музыкантов — хор из оперы Карла Вебера «Вольный стрелок», пение без слов Пиккардийской терции, песни Ивана Поповича («А уяви собі вдома нікого нема»), Марии Шалайкевич («Усі ми прагнемо любові»), Mad Heads XL («Допоки сонце сяє, поки вода тече, надія є!»), Братьев Гадюкиных («Ой, лихо»), Океан Ельзи («Ти і я»), Вопли Видоплясова, Гринджолы и других.
Премьерный показ мультсериала прошёл 15 июня 2007 года в кинотеатре «Кинопалац».
На телеэкран мультфильм вышел в 2009 году.
В 2017 году телесериал был выложен в свободный доступ на официальном YouTube канале телекомпании Малятко TV.